# Welcome to Paradise (bande dessinée)
 (août 2025).
Motif : Absence de sources
- Archive Wikiwix
- Bing
- Cairn
- DuckDuckGo
- E. Universalis
- Gallica
- Google
- G. Books
- G. News
- G. Scholar
- Persée
- Qwant
- (zh) Baidu
- (ru) Yandex
- (wd) trouver des œuvres sur Wikidata

| 1. | Préciser le motif de la pose du bandeau. | Précisez le motif de la pose du bandeau en utilisant la syntaxe suivante : {{admissibilité à vérifier\|date=août 2025\|motif=remplacez ce texte par le motif}}                                            |
| 2. | Informer les utilisateurs concernés.     | Pensez à avertir le créateur de l'article, par exemple, en insérant le code ci-dessous sur sa page de discussion : {{subst:avertissement admissibilité à vérifier\|Welcome to Paradise (bande dessinée)}} |

Pour les articles homonymes, voir Welcome to Paradise.
Welcome to Paradise est une série de bande dessinées de l'éditeur Carabas, parue en avril 2009.
Il s'agit d'un polar rural en plusieurs tomes, écrit par Dobbs et dessiné par Simone Guglielmini (Guglie) : 
l'histoire raconte l'arrivée, dans une petite bourgade nord américaine nommée Paradise, d'une jeune policière très sûre d'elle et d'un étrange zoologiste, le tout pendant qu'un tueur rôde aux alentours et élimine certaines ouailles d'un maire corrompu...